# Dropzone
Dropzone är ett shoot 'em up-spel från 1984, utvecklat av Arena Graphics. Banorna scrollar i båda riktningarna, som i Defender, ett spel som Dropzone påminner mycket av. Spelet designades av Archer MacLean, och släpptes till Atari 400/800 och Commodore 64, för att senare porteras till NES, Game Boy, Game Gear och Game Boy Color.

## Handling
Spelet utspelar sig på Io, där en av människans forskningssationer angripits av utomjordingar. Utrustad med bland annat en jetpack och ett laservapen skall man rädda vetenskapsmännen och föra dem tillbaka till basen.

### Fotnoter
1. ↑  Dropzone på Moby Games (engelska)
2. ↑  Dropzone på Killer List of Videogames